# Savannkokett
Savannkokett (Lophornis gouldii) är en fågel i familjen kolibrier.

## Utseende och läte
Savannkoketten är en liten (6–8 cm) smaragdgrön kolibri. Hanen har karakterisktiska vita kindtofsar med gröna fläckar längst ut samt en mörkt roströd huvudtofs. Pannan är guldgrön medan resten av ovansidan är mer bronsgrön. Tvärs över övergumpen syns ett vitt band. Stjärtpennorna är bronsgröna och roströda. Honan saknar både kind- och huvudtofsar samt har roströd, ej grön strupe.

## Utbredning och status
Fågeln förekommer i låglänta områden från norra centrala Brasilien till östra Bolivia (Santa Cruz). IUCN kategoriserar arten som nära hotad.

## Namn
Fågelns vetenskapliga artnamn hedrar den engelske förläggaren, entreprenören, naturforskaren och konstnären John Gould (1804-1881).